# Tüskésnyakú íbisz

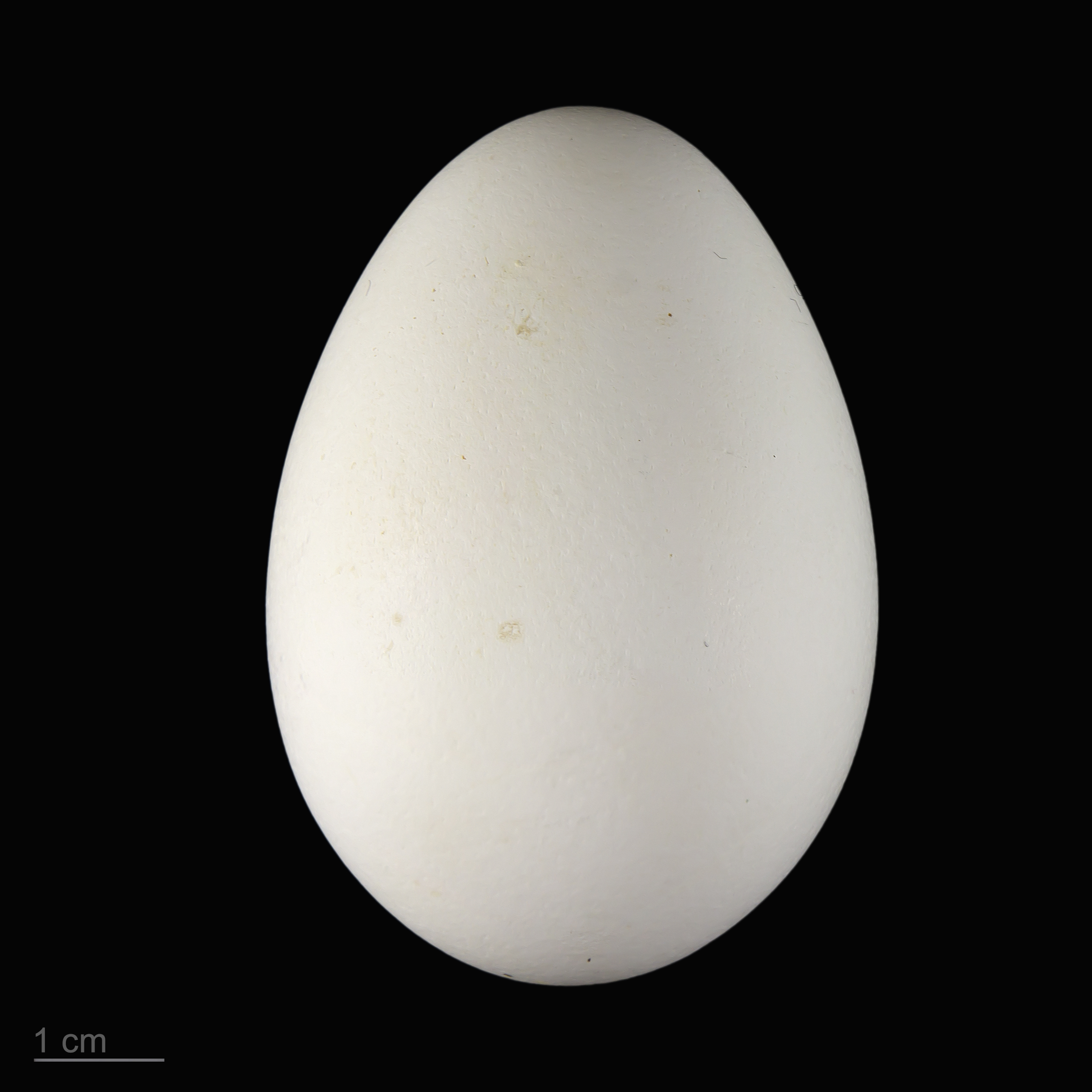
Threskiornis spinicollis

A tüskésnyakú íbisz (Threskiornis spinicollis) a madarak (Aves) osztályának a gödényalakúak (Pelecaniformes) rendjébe, ezen belül az íbiszfélék (Threskiornithidae) családjába és az íbiszformák (Threskiornithinae) alcsaládjába tartozó faj.

## Előfordulása
Indonézia, Pápua Új-Guinea és Ausztrália területén folyótorkolatok, lapályok, mangrove mocsaraknál él.
Előfordul ezeken kívül az Ausztráliához tartozó Norfolk- és Lord Howe szigeteken is.
Vízparti élőhelyein kívül mezőgazdasági területeken is előfordul, sokszor az ekéket kíséri szántás során és rovarokra vadászik.
Az ausztrálok mint sáskapusztítót nagyra becsülik.
Ahol a víz állandóan rendelkezésére áll, ott egész évben költőhelyén marad; máshonnan azonban Tasmániába, illetve az északi állomány Pápua Új-Guinea déli részére vonul.

## Megjelenése
Testhossza 59-75 centiméter. Fekete és csupasz feje van. A háta és a szárnyai barnák zöldes vagy lilás fénnyel.
A hím és a tojó külseje hasonló, de a hím csőre hosszabb.
Ez az egyetlen íbiszfaj a Threskiornis nemzetségben, amelyiket minden kutató határozottan elkülönít az egyiptomi szent íbisztől. Az egyiptomi íbisz rokonsági körbe tartozó malukui íbisztől teljesen elkülöníthető faj, közös előfordulási helyeiken sem hibridizálnak egymással.

## Életmódja
Rákokat, puhatestűeket és kis halakat keres a sekélyebb vizekben.

## Szaporodása
A költés ideje a vízellátottságtól függ. 
Nagy csoportokban él és telepesen fészkel, amelyek egyedszáma több tízezer is lehet.
Elterjedési területének északi részén februártól májusig költ, a déli részeken viszont augusztustól januárig. 
A költőpárok faágakra építik a fészküket gallyakból és zöld levelekből.
A hím hordja a fészekanyagot, de a tojó készíti a fészket.
Fészekalja 2-3, ritkán 5 tojásból áll. A fiatalok 25 nap költés után kelnek ki és öt hét után hagyják el a fészket.